# هیلشاید
هیلشاید (به آلمانی: Hillscheid) یک شهر در آلمان است که در وستروالدکرایس واقع شده‌است.